# Crofton, Kanada
Crofton är en ort i Kanada.   Den ligger i provinsen British Columbia, i den sydvästra delen av landet, 3 600 km väster om huvudstaden Ottawa. Crofton ligger 55 meter över havet och antalet invånare är 2 500.
Terrängen runt Crofton är kuperad åt sydost, men åt nordväst är den platt. Havet är nära Crofton åt nordost. Närmaste större samhälle är North Cowichan, 3,7 km sydväst om Crofton. 
I omgivningarna runt Crofton växer i huvudsak blandskog. Runt Crofton är det ganska tätbefolkat, med 129 invånare per kvadratkilometer.